# La volpe e la duchessa
La volpe e la duchessa (The Duchess and the Dirtwater Fox) è un film del 1976, diretto da Melvin Frank.

## Trama
Charlie Malloy, uno scapestrato truffatore, sta per essere impiccato ma un bandito lo salva, costringendolo, in cambio dell'avergli salvato la vita, a partecipare ad una rapina. Una volta effettuato il colpo Charlie abbandona il complice e, dopo essersi impossessato del bottino, scappa in una cittadina dove in un saloon conosce Amanda che, a sua volta gli ruba i soldi e fugge.

Charlie riesce a raggiungerla ma entrambi sono seguiti dal bandito e, non senza difficoltà, riusciranno a sbarazzarsene rimanendo insieme.